# Quai Choiseul
Le quai Choiseul est une voie de la commune de Nancy, dans le département de Meurthe-et-Moselle, en région Lorraine.

## Situation et accès
Situé au nord du ban communal de Nancy, le quai Choiseul prolonge de manière septentrionale le quai Claude-le-Lorrain depuis la gare et le centre-ville de Nancy. La voie appartient administrativement aux quartiers Boudonville - Scarpone - Libération et Trois Maisons - Saint-Fiacre - Crosne - Vayringe.

## Origine du nom
Elle porte ce nom en l'honneur du célèbre ministre de Louis XV nancéien Étienne François, duc de Choiseul (1719-1785).

## Historique
Cette rue, a été ouverte sous sa dénomination actuelle en 1863, en élargissant le quai du chemin de fer.

## Bâtiments remarquables et lieux de mémoire
- no 6 : Maison Schott, édifice objet d’une inscription au titre des monuments historiques depuis 2009[2].